# 兴隆镇 (新民市)
兴隆镇，是中华人民共和国辽宁省沈阳市新民市下辖的一个乡镇级行政单位。

## 行政区划
兴隆镇下辖以下地区：
兴隆社区、五十家子村、张高力村、图颜太村、老合牛村、弓匠堡子村、六道岗子村、邱家屯村、韩家村、白庙子村、横路子村、周家村、孤家子村、沈家岗子村、古洞岗子村、新立屯村、兰旗村和班屯村。